# Nicezio di Treviri
Nicezio di Treviri (513 circa – Treviri, 566 o 569) è stato un vescovo e santo franco.
Nicezio fu il più importante vescovo dell'antica sede di Treviri, nell'era in cui, dopo i disordini delle invasioni barbariche del V secolo, ebbe inizio la supremazia franca in quella che era stata la Gallia romana. Molti dettagli della vita di questo zelante vescovo sono noti grazie a varie fonti, dalle lettere scritte da o a lui, dai due poemi di Venanzio Fortunato e soprattutto dalle frasi del suo allievo Aredio, divenuto poi abate di Attane, presso Limoges, che fu poi preservato da san Gregorio di Tours.

## Biografia
Nicezio proveniva da una famiglia gallo-romana ed era nativo dell'Aquitania. Fin dalla giovinezza egli dedicò sé stesso alla vita religiosa ed entrò in un monastero. Il re merovingio Teodorico I aveva incoraggiato i chierici dell'Aquitania a venire a operare nella Renania. Il re incominciò a stimare Nicezio nonostante le sue frequenti rampogne a lui per il suo comportamento errato, senza comunque che queste gli avessero fatto perdere i favori del re. Dopo la morte del vescovo Apruncolo di Treviri, un'ambasceria del clero e dei cittadini di Treviri si recò a corte per eleggere un nuovo vescovo. Essi desideravano San Gallo, ma il re negò il proprio consenso. Fu il sostegno di Teodorico I che favorì la nomina episcopale a Nicezio. Verso il 527 Nicezio partì per Treviri, accompagnato da una scorta inviatagli dal re e mentre si trovava in viaggio ebbe l'occasione di far conoscere la sua fermezza nell'amministrazione del suo uffizio.
Treviri aveva terribilmente sofferto durante i disordini causati dalle invasioni barbariche del V secolo. Una delle prime preoccupazioni del nuovo vescovo fu quella di ricostruire la cattedrale, la cui ricostruzione fu citata dal poeta Venanzio Fortunato. Egli fece venire artigiani dall'Italia per lavorare alla chiesa. 
Ricerche archeologiche ha mostrato l'esistenza, nella cattedrale di Treviri, di opere in muratura appartenenti al periodo dei Franchi, che possono riferirsi alla ricostruzione da parte di Nicezio.
Un castello fortificato (castellum) con una cappella fatta da lui costruire sulle sponde della Mosella sono anche citati dallo stesso poeta. Il vescovo Nicezio reimpiantò vigne sui pendii sopra la Mosella, per riportare nella zona il commercio di vini.
Il vescovo si dedicò con grande zelo ai suoi doveri pastorali. Egli pregava quotidianamente, si opponeva con vigore ai numerosi mali del modo di vivere sia delle classi più alte che a quelli del popolo comune, e nel fare ciò non risparmiava né il re né i suoi cortigiani. Trascurando le minacce, egli compì con fermezza il suo dovere: nel 560 scomunicò il re Clotario I, che per qualche tempo fu il solo a governare i domini dei Franchi, a causa dei suoi misfatti e in risposta il re lo mandò in esilio, nel quale venne accompagnato dal suo discepolo Magnerico. L'anno successivo Clotario morì e il suo successore, il figlio Sigeberto I, che governava su tutta l'Austrasia, consentì loro il ritorno a casa.
Nicezio prese parte a numerosi sinodi dei vescovi franchi: al Concilio di Clermont del 535, al Quinto Concilio di Orléans (549), al secondo sinodo del Concilio di Clermont (549), al Sinodo di Toul (550), da lui presieduto, e al Sinodo di Parigi del 555.
Nicezio teneva corrispondenza con dignitari ecclesiastici di elevato rango in luoghi anche distanti. Esistono lettere a lui indirizzate dall'abate Floriano dell'abbazia di Romainmôtier (Cantone di Vaud, Svizzera), dal vescovo Rufus di Octodurum (oggi Martigny, nel Canton Vallese in Svizzera) e dall'arcivescovo Mappinius di Reims.
L'interesse generale della Chiesa non sfuggì mai alla sua scrupolosa attenzione. Egli scrisse un'urgente lettera all'Imperatore Giustiniano I in Costantinopoli riguardo alla posizione dell'imperatore nella controversia sorta con i Monofisiti. Un'altra lettera che è stata conservata è quella a Clodosvinta, moglie del longobardo re Alboino, nella quale egli esorta la principessa a fare tutto il possibile per convertire la moglie alla fede cattolica.
Nella sua vita personale Nicezio fu molto ascetico a auto-mortificantesi: egli digiunava frequentemente e mentre i preti e chierici che vivevano con lui cenavano, egli se ne andava, nascosto da un mantello con cappuccio, a pregare nelle chiese della città. Fondò con risorse proprie una scuola per la formazione del clero. Il più noto dei suoi allievi fu il successivo abate di Limoges, Aredio, che fu una fonte autorevole di Gregorio di Tours per la successiva biografia di Nicezio. Gregorio di Tours scrisse la più antica agiografia di Nicezio, dove elogiò la vocazione senza timori del vescovo.
Fu sepolto a Treviri nella chiesa del monastero di san Massimino. Presso la sua tomba presto si ebbero frequenti miracoli di cui parla già Gregorio nella Vita. 
La genuinità dell'attribuzione a lui dei due trattati De Vigiliis servorum Dei e De Psalmodiæ Bono è dubbia.